# Бертоліди
Бертолі́ди (англ. bertollides, нім. Bertollide) — сполуки змінного складу, які перебувають на межі між звичайними сполуками й ізоморфними сумішами.

## Загальний опис
Найбільше бертолідів серед кристалічних сполук немолекулярної будови: оксидів, халькогенідів та інших бінарних сполук іонної будови; потрійних сполук, як-от оксидні бронзи.
Зазвичай бертоліди розглядають як тверді розчини надлишкового компонента (атомів, іонів) в основній, стехіометричній, речовині. Величини їхньої максимальної розчинності обмежують область гомогенності — область стабільного існування нестехіометричної фази. Розчинність надлишкових компонентів у різних сполук становить від тисячних часток відсотка до кількох відсотків. Приклади:
- нестехіометрична фаза TiO стійка в інтервалі складу TiO1,25—TiO0,65,
- дефіцит оксигену в ZrO2 при 1200 °C може сягати молярних 14 % (що відповідає формулі ZrO2–x із 0 ≤ x < 0,28),
- поблизу температури плавлення PbO розчинність у ньому Pb не перевищує 10−2%, оксигену — 10−3% (що відповідає формулі PbO1-x із –0,001 < x < 0,01).

Часто нестехіометричними виявляються сполуки, до яких метал входить у проміжному ступені окиснення. Тут утворення твердого розчину полегшується тим, що частина іонів металу змінює ступінь окиснення. Приміром, у випадку надлишку оксигену в оксиді титану(II) TiO1+x частина іонів титану підвищує ступінь окиснення.

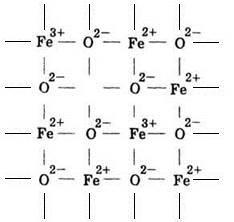
Катіонний дефект у кристалі FeO

Утворення бертолідів пов'язане із порушенням періодичності кристалічної ґратки і виникненням дефектів, які зумовлюють найважливіші властивості бертолідів — електрофізичні, оптичні, магнітні тощо. Такі дефекти часто є центрами забарвлення, інтенсивність якого пов'язана із величиною відхилення від стехіометричного складу. Приміром, порушення стехіометрії у бік надлишку металу безбарвні кристали BaO перетворює на блакитні, NaCl — на жовті, KCl — на фіолетові. Натрійвольфрамова бронза в міру зменшення вмісту Натрію змінює забарвлення від золотаво-жовтого (NaWO3) до темного синьо-зеленого (Na0,3WO3), проходячи крізь червоний та фіолетовий.